# Dipoena sinica
Dipoena sinica là một loài nhện trong họ Theridiidae.
Loài này thuộc chi Dipoena. Dipoena sinica được Chuandian Zhu miêu tả năm 1992.